# Паруццаро
Паруццаро (італ. Paruzzaro, п'єм. Parscé) — муніципалітет в Італії, у регіоні П'ємонт, провінція Новара.
Паруццаро розташоване на відстані близько 540 км на північний захід від Рима, 100 км на північний схід від Турина, 33 км на північ від Новари.
Населення — 2172 особи (2014).
Щорічний фестиваль відбувається 9 грудня. Покровитель — San Siro.

## Демографія
Населення за роками:

Станом на 1 січня 2023 року в муніципалітеті офіційно проживало 95 іноземців з 27 країн, серед них 25 громадян країн Євросоюзу та 8 громадян України.

## Сусідні муніципалітети
- Арона
- Гаттіко
- Інворіо
- Оледжо-Кастелло